# In Time of Mourning
In Time of Mourning – wiersz angielskiego poety Algernona Charlesa Swinburne’a, opublikowany w tomiku Poems and Ballads. Third Series, wydanym w Londynie w 1889 roku przez spółkę wydawniczą Chatto & Windus. Pod względem budowy wersyfikacyjnej (stroficznej) utwór jest roundelem. Zgodnie z regułami gatunku, wypracowanymi przez samego Swinburne’a, składa się z trzech strof, ma w sumie jedenaście wersów i jest oparty na tylko dwóch rymach. Refren powtarza pierwsze słowa utworu. W utworze można zaobserwować typowe dla Swinburne’a aliteracje: fires fast fettered, heart that healed all hearts.
"Return," we dare not as we fain
Would cry from hearts that yearn:
Love dares not bid our dead again
Return.
O hearts that strain and burn
As fires fast fettered burn and strain!
Bow down, lie still, and learn.
The heart that healed all hearts of pain
No funeral rites inurn:
Its echoes, while the stars remain,
Return.